# ヨハン・ゲオルク・ツィンメルマン

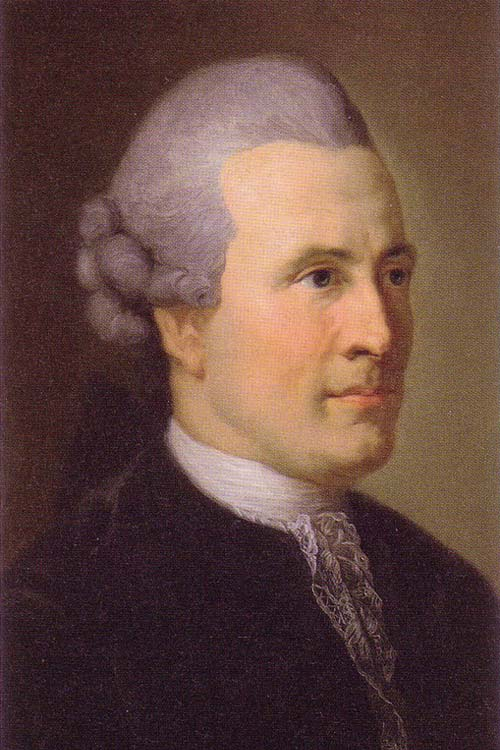
ヨハン・ゲオルク・ツィンメルマン

ヨハン・ゲオルク・ツィンメルマン（ドイツ語: Johann Georg Zimmermann、1728年12月8日 ブルッグ - 1795年10月7日 ハノーファー）は、旧スイス連邦の哲学作家、博物学者、医師。

## 生涯

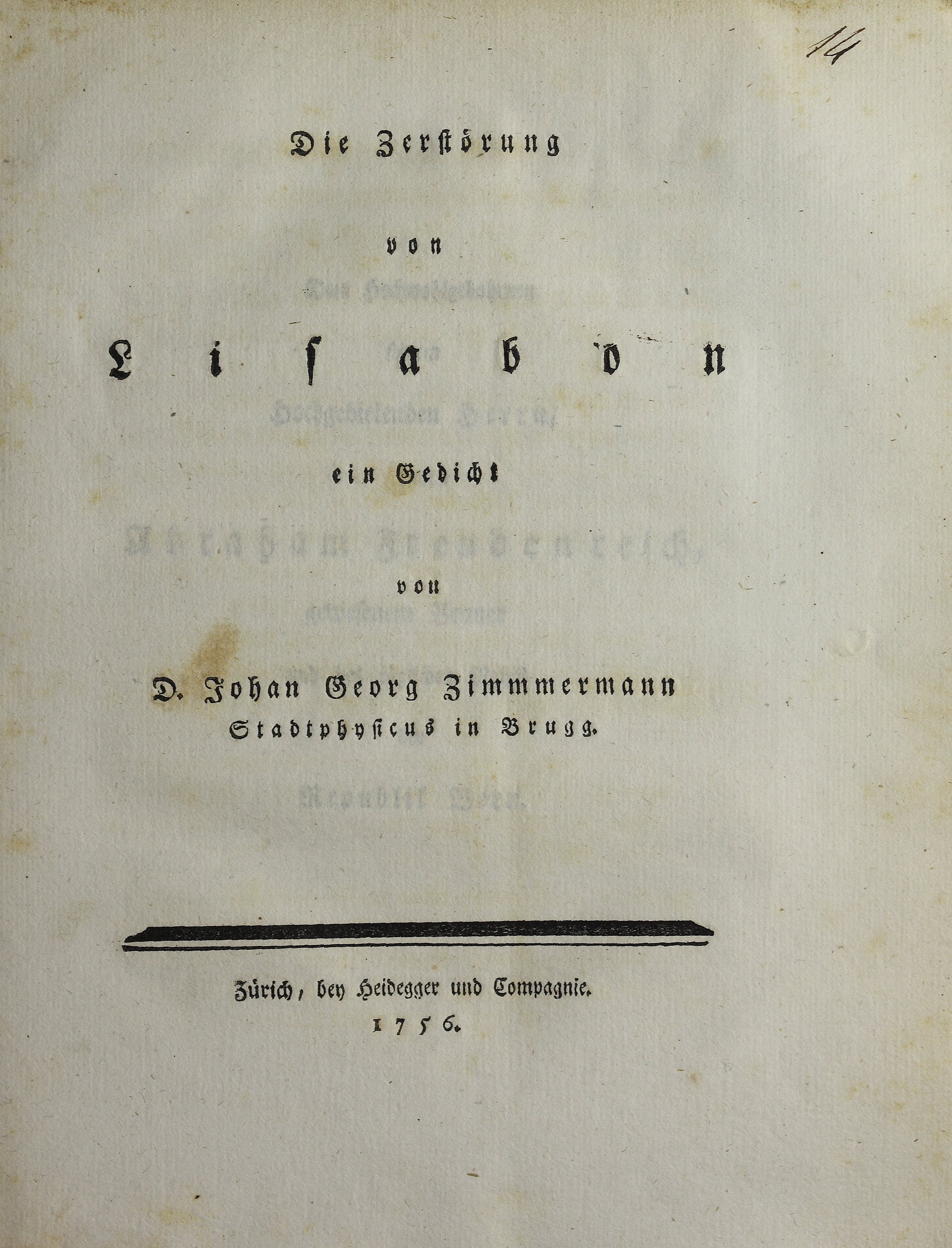
『リスボンの破壊』（Die Zerstörung von Lisabon、1756年）の表紙

1728年12月8日、アールガウ州ブルッグで生まれた。ゲッティンゲンで学び、医学博士の学位を取得した。1751年の学位論文"De irritabilitate"で名声を得た。ネーデルラント連邦共和国とフランス王国を旅した後、Uber die Einsamkeit（『独居について』、1756年）とVom Nationalstolz（『国威について』、1758年）を書いた。これらの著作は神聖ローマ帝国で反響を呼び、ヨーロッパ諸国の言語に翻訳されたが、ブリタニカ百科事典第11版はこれらの著作がほとんど重要性を失ったとしている。1764年にはブルッグでVon der Erfahrung in der Arzneiwissenschaft（『薬理学の経験について』）を書き、再び注目を集めた。
1768年、ハノーファーに移住してゲオルク3世の個人医師になった。ロシア女帝エカチェリーナ2世も彼をサンクトペテルブルクの宮廷に招こうとしたが拒否された。プロイセン王フリードリヒ2世の死去直前（1786年）に彼を診察した後、Über Friederich den Grossen und meine Unterredung mit ihm kurz vor seinem Tode（『フリードリヒ大王と死の直前の彼と私の対話について』、1788年）とFragmente über Friedrich den Grossen（『フリードリヒ大王に関する断片』、1790年）を書いた。ただし、ブリタニカ百科事典第11版はこれらの著作について、フリードリヒ2世に対する誤った印象を与えると評した。
1795年10月7日、ハノーファーで死去した。

## 関連図書
本節の関連図書はブリタニカ百科事典第11版より転載している。
- A. Rengger, Zimmermann's Briefe an einige seiner Freunde in der Schweiz (1830)
- E. Bodemann, Johann Georg Zimmermann, sein Leben und bisher ungedruckte Briefe an ihn (Hanover, 1878)
- R. Ischer, Johann Georg Zimmermanns Leben und Werke (Bern, 1893)